# Elihino Corona
Elihino Corona est une corona, formation géologique en forme de couronne, située sur la planète Vénus par -37° S et 49,1° E. Elle est localisée dans le quadrangle d'Agnesi. Elle a été nommée en référence à Elihino, Terre mère chez les indiens Cherokee (SE USA) . 

## Géographie et géologie
Elihino Corona couvre une surface circulaire d'environ 175 km de diamètre. 